# Coupe de la Ligue d'Allemagne de football
La Coupe de la Ligue d'Allemagne (en allemand, DFL-Ligapokal) est une ancienne compétition de football placée sous l'égide de la Fédération allemande de football.

## Histoire
Elle a succédé à partir de 1997 à la Supercoupe d'Allemagne et s'est disputée régulièrement pendant dix ans. L'édition 2008 n'a pas eu lieu en raison de l'organisation du Championnat d'Europe de football 2008 en Suisse et en Autriche. 
Le retour de la Supercoupe d'Allemagne est alors proposé puis approuvé par la Fédération allemande de football ainsi que par les deux clubs concernés (le Bayern Munich et le Borussia Dortmund) qui s'affrontent le 23 juillet 2008. La Coupe de la Ligue disparaît par la suite.

## Déroulement de la compétition
Contrairement à ses homologues des autres pays qui se déroulent pendant la saison régulière, elle avait lieu avant le début de saison et n'était ouverte qu'aux six clubs allemands qualifiés en Ligue des champions et en Coupe de l'UEFA pour la saison à venir. Les deux premiers du championnat précédent étaient qualifiés pour les demi-finales. Les quatre autres clubs s'affrontaient lors d'un premier tour.
C'était donc une compétition de préparation et elle n'offrait à ce titre pas de place qualificative pour la Coupe de l'UEFA au vainqueur.

## Palmarès
| Date            | Vainqueur             | Finaliste                | Lieu                          | Score |
| --------------- | --------------------- | ------------------------ | ----------------------------- | ----- |
| 6 juin 1973     | Hambourg SV (1)       | Borussia Mönchengladbach | Volksparkstadion (Hambourg)   | 4-0   |
| 26 juillet 1997 | Bayern Munich (1)     | VfB Stuttgart            | BayArena (Leverkusen)         | 2-0   |
| 8 août 1998     | Bayern Munich (2)     | VfB Stuttgart            | BayArena (Leverkusen)         | 4-0   |
| 17 juillet 1999 | Bayern Munich (3)     | Werder Brême             | BayArena (Leverkusen)         | 2-1   |
| 1er août 2000   | Bayern Munich (4)     | Hertha BSC Berlin        | BayArena (Leverkusen)         | 5-1   |
| 21 juillet 2001 | Hertha BSC Berlin (1) | Schalke 04               | Carl-Benz-Stadion (Mannheim)  | 4-1   |
| 1er août 2002   | Hertha BSC Berlin (2) | Schalke 04               | Ruhrstadion (Bochum)          | 4-1   |
| 28 juillet 2003 | Hambourg SV (2)       | Borussia Dortmund        | Stadion am Bruchweg (Mayence) | 4-2   |
| 2 août 2004     | Bayern Munich (5)     | Werder Brême             | Stadion am Bruchweg (Mayence) | 3-2   |
| 2 août 2005     | Schalke 04 (1)        | VfB Stuttgart            | Zentralstadion (Leipzig)      | 1-0   |
| 5 août 2006     | Werder Brême (1)      | Bayern Munich            | Zentralstadion (Leipzig)      | 2-0   |
| 28 juillet 2007 | Bayern Munich (6)     | Schalke 04               | Zentralstadion (Leipzig)      | 1-0   |